# Shalabi Effect
Shalabi Effect – instrumentalny zespół rockowy założony w 1996 roku w Montrealu (Quebec, Kanada). 
Muzykę zespołu określić można jako post-rock względnie rock psychodeliczny. Zespołowi nieobce są również osiągnięcia muzyki konkretnej

## Historia
Zespół Shalabi Effect powstał w 1996 jako duet składający się z Anthony’ego Secka i Sama Shalabiego. Duet grał przez kilka lat w okolicach Montrealu. W 1998 roku wydał kasetę zatytułowaną własną nazwą. Nazwa zespołu została utworzona od nazwiska Sama (Osamy) Shalabiego, który urodził się w Libii, a do Kanady przyjechał jako młody człowiek.
W 1998 roku Shalabi Effect poszerzony został o Alexandre’a Saint-Onge, grającego na kontrabasie i Willa Eizliniego, grającego na tabli. W tym samym roku zespół nagrał w Red Rocket Studios w Montrealu otwór „Aural Florida”, który znalazł się  na obszernym, podwójnym albumie Shalabi Effect, planowanym początkowo jako album wspólny z zespołem Godspeed You! Black Emperor i mającym nosić tytuł właśnie Aural Floryda. Muzycy wykorzystali do materiału dźwiękowego instrumenty elektroniczne, etniczne instrumenty perkusyjne, instrumenty zmodyfikowane elektronicznie oraz brzmienia zaczerpnięte z muzyki trance. Chociaż Sam Shalabi był związany głównie z anglo-montrealską sceną eksperymentalną, do określenia muzyki zawartej na albumie lepiej pasuje określenie rock psychodeliczny/space rock niż awangarda muzyczna. Utwory są długie, ewokują nastroje indyjskie, eteryczne pejzaże dźwiękowe czy klimaty narkotyczne. Pojawiają się w nich chwilami mocniejsze wstawki eksperymentalne z gitarowymi i elektronicznymi  ścianami dźwiękowymi, przeplatane brzmieniami łagodniejszymi. W nagraniu albumu wzięła udział skrzypaczka Sophie Trudeau z Godspeed You! Black Emperor (w utworze „Mending Holes In A Wooden Heart”), Deirdre Smith (śpiew w utworze „On The Bowery”) oraz Bryan Highbloom (saksofon sopranowy i tybetańska misa dźwiękowa w utworze „Aural Florida”).
Kolejny album zespołu, The Trial Of St. Orange, wydany 2002 roku, był mniej ambitny, ale bardziej skupiony. Uwertura „Sundog Ash” wprowadzała słuchacza w kontemplacyjną atmosferę stworzoną przez brzmienie gitary solowej i dźwięków dżungli, takich jak: śpiew ptaków, szum spadającej wody i wiejącego wiatru.
Kolejny album, Pink Abyss, ukazał się w styczniu 2004 roku, a następny, zawierający nagrania na żywo i zatytułowany Unfortunately – w 2005.

## Członkowie zespołu
Zespół tworzą:
- Anthony Seck – gitara elektryczna, gitara hawajska, moog, instrumenty klawiszowe
- Sam Shalabi – lutnia arabska, syntezatory, zabawki
- Alexandre Saint-Onge – kontrabas, gitara basowa, syntezatory, głos
- Will Eizlini – instrumenty perkusyjne, syntezatory, trąbka, tabla

## Dyskografia

### Albumy
- 1998 – Shalabi Effect (kaseta)[1]
- 2000 – Shalabi Effect (2 CD)
- 2002 – The Trial of St. Orange
- 2004 – Pink Abyss
- 2005 – Unfortunately
- 2012 – Feign To Delight Gaiety Of Gods (2CD)
- 2021 – Friends Of The Prophet 6

### Single
- 2013 – „3X3 - Series Two - Volume Three” (wspólny z  thisquietarmy i .cut featuring Gibet)[1]
- 2015 – „Floating Garden” (EP)